# Henry Rabusson
Henry, baron Rabusson (28 août 1850 à Neuilly-sur-Seine - 1er février 1922 à Paris), est un homme de lettres français.

## Biographie
Fils du baron Alfred-Jean-Charles-Henry Rabusson, petit-fils du général-baron Jean Rabusson et d'Augustin Lapeyrière, il s'occupa de travaux littéraires. Il collabora à la Revue des deux Mondes.

## Publications
- Fiancés (1882)
- Dans le monde (1882)
- Madame de Givré (1884)
- L’Aventure de Mlle de Saint-Alais (1885)
- Le Roman d’un fataliste (1885)
- L’Amie (1885)
- Le Stage d’Adhémar (1886)
- Un Homme d’aujourd’hui (1887)
- Le Mari de madame d’Orgevaut (1887)
- Mon capitaine (1888)
- L’Épousée (1888)
- L’Illusion de Florestan (1889)
- Idylle et Drame de salon (1889)
- Hallali ! (1890)
- Moderne (1891)
- Bon Garçon (1893)
- Monsieur Cotillon (1894)
- Vaine Rencontre (1897)
- Le Cahier bleu d’un petit jeune homme (1898)
- Griffes roses (1898)
- Les Chimères de Marc Le Praistre (1898)
- L’Hostilité conjugale (1903)
- Scrupules de vierges (1903)
- L’Invisible Lien (1904)
- Les Colonnes d’Hercule (1905)
- Œuvres de chair (1906)
- Le Grief secret (1907)
- Frissons dangereux (1908)
- Le Frein (1910)
- La Justice de l’amour (1912)
- L’ironique destinée, roman d’un féministe (1912)
- Gogo et Cie (1914)

## Sources
- « Rabusson (Henry) », dans Pierre Larousse, Grand dictionnaire universel du XIXe siècle, Paris, Administration du grand dictionnaire universel, 15 vol., 1863-1890 [détail des éditions].
- Jules Lemaître, Les Contemporains, 3e série, 1898.
- Hugo P. Thieme, Guide bibliographique de la littérature française de 1800 à 1906, 1907